# Still Crazy
Still Crazy è un film del 1998 diretto da Brian Gibson (già regista de Il giurato nel 1996 e produttore di Frida nel 2002).
È uscito nelle sale italiane il 30 aprile 1999 ed in DVD e VHS il 3 novembre 1999.

## Trama
Nel 1977 si svolse a Wisbech un leggendario rock festival, che vide gli Strange Fruit, rock band inglese, tra i protagonisti più acclamati.
Oggi, vent'anni dopo: gli Strange Fruits si sono sciolti da tempo in modo violento e chiacchierato, e i vari componenti si sono divisi, precipitando nella mediocrità e nella povertà.
Un giorno Tony, ex tastierista della band, si presenta a casa di Karen, un tempo assistente del gruppo, oggi quarantenne separata con una figlia adolescente, e le espone il folle piano di riunire il complesso in occasione del festival di Wisbech del 1998.
Dopo un iniziale disaccordo, l'idea viene approvata da Karen. Si comincia a contattare Beano, batterista, che vive in un roulotte nel giardino della madre; poi Ray, il cantante vanesio, che vive con la seconda moglie svedese; quindi Les, ormai sposato con due figli che si occupa di riparazione di tetti. Hughie infine considera l'idea con cinismo ma si lascia trascinare in virtù dell'affetto passato. Gli unici a mancare all'appello sono Brian e suo fratello Keith. Il primo, chitarrista e vera stella del quale viene diffusa solo di recente la notizia della morte, mentre il fratello morto di overdose negli anni 70.
Brian verrà sostituito dal giovane Luke, che arruoleranno dopo un'audizione. Così ricostituito, il gruppo affronta una tournée di preparazione in piccoli locali della profonda provincia olandese. Ma a mano a mano che gli spettacoli si succedono, tutti i risentimenti e le paranoie di un tempo si riaffacciano con la stessa intensità. Schiacciato dal riemergere dei contrasti, il gruppo getta la spugna. Una volta sciolto il progetto, i membri continuano la vecchia vita.
Sulla tomba di Keith, nel 25º anniversario della sua scomparsa, Karen trova un biglietto di Brian, dal quale intuisce che la notizia della sua morte era potenzialmente falsa. Karen, dopo aver parlato con Hughie, trova la conferma dell'esistenza in vita di Brian. La falsa notizia della morte era stata diffusa dallo stesso Hughie per proteggere Brian durante e dopo la sua malattia.
Karen assieme a Tony, si recherà all'ospedale dove lavora Brian e lo convincerà a rientrare nel gruppo. Gli Strange Fruits si riuniranno nuovamente solo dopo aver saputo dell'esistenza in vita di Brian. Alla conferenza stampa di presentazione, Brian viene però sommerso di domande scomode sul suo passato che lo inducono a rinunciare prematuramente al progetto. La band senza Brian partecipa al festival, suonando un brano scritto dallo stesso (The flame still burns). Durante il brano, Brian si ripresenta a sorpresa sul palco e si riunisce con il resto della band. Il gruppo finalmente al completo otterrà un enorme successo.
Ed ora come faranno (dice la voce fuori campo) a rinunciare di nuovo a tutto questo?

## Curiosità
- Il film è ispirato al ritorno in scena degli Animals.
- Musiche e testi di Mick Jones (dei Foreigner) e Chris Difford (degli Squeeze) con la supervisione di Clive Langer e Alan Winstanley.
- Il personaggio del chitarrista Brian è ricalcato sulla sagoma di Syd Barrett, fondatore dei Pink Floyd.
- Il titolo del film è preso dalla canzone Still Crazy After All These Years di Paul Simon.
- The Flame Still Burns è cantata, in una cover acustica, in una puntata di Californication da Atticus Fletch, rockstar interpretata da Tim Minchin.